# Беса (филм)
Беса је српски филм из 2009. године, рађен у копродукцији са још неколико земаља. Режирао га је Срђан Карановић, који је написао и сценарио.
Беса је српско-француско-словеначко-мађарско-хрватска копродукција.
Филм је своју премијеру је имао у Словенији 2009. године. Премијера у Србији је била 30. марта 2010. године.
Филм је био српски кандидат за Оскара за најбољи филм ван енглеског говорног подручја за 2010. годину.

## Радња
У Лексикону страних речи и израза Милана Вујаклије стоји да реч Беса код Албанаца значи тврда вера, тврда реч; некоме дати бесу некоме дати тврду реч да му се неће никакво зло догодити.
На самом почетку Првог светског рата Филип (Небојша Дугалић), Србин, директор школе у српској провинцији, добија позив да хитно оде у Београд по ратни распоред. Своју супругу Леу (Ива Крајнц), Словенку, нема код кога да остави јер су се њих двоје скоро доселили у варошицу и никог заиста не познају. Азем (Мики Манојловић), Албанац, школски послужитељ, Филипу даје бесу (обећање) да ће чувати Леу и да јој се ништа неће догодити. Леа и Азем, бивају принуђени на суживот у напуштеној школи. Њихов однос се развија од трпељивости, преко мржње до толеранције и необичног пријатељства. У школи се настањује и шармантни, млади поручник српске војске (Раша Буквић) коме се Леа од првог тренутка допада. Међутим, између Лее и Азима се догађа, неочекивана, због бесе забрањена и немогућа љубав. Тада се враћа Филип, а рат стиже коначно и до варошице. Филип и Леа одводе своје ђаке у избеглиштво, док Азем остаје да чува школу. Беса је испуњена, али и није....
„Беса“ је прича кроз коју се преплићу многобројна питања о љубави, обећању, културолошким, етничким, друштвеним, језичким и класним баријерама и, као најважније, намеће се питање - да ли је искрена љубав јача и већа од задате ријечи.

## Улоге
| Глумац             | Улога           |
| ------------------ | --------------- |
| Мики Манојловић    | Азем            |
| Ива Крајнц         | Леа             |
| Небојша Дугалић    | Филип           |
| Радивоје Буквић    | поручник Јеврем |
| Ана Костовска      | учитељица       |
| Радивој Кнежевић   |                 |
| Јово Максић        | Мане            |
| Никола Крнета      | војник          |
| Слободан Филиповић | жандарм         |